# Quốc lộ 19B
Quốc lộ 19B có tổng chiều dài hơn 60 km, nối thị trấn Phú Phong, huyện Tây Sơn đến sân bay Phù Cát, thị xã An Nhơn đến cảng Quy Nhơn.
Trong đó, đoạn từ Quốc lộ 1, thị xã An Nhơn xuống cảng Quy Nhơn khởi công năm 2013 với tổng vốn đầu tư sau khi điều chỉnh gần 5.200 tỉ đồng. Dự kiến theo quy hoạch, nền đường sẽ rộng từ 30 – 42 m, từ 4 - 6 làn xe cơ giới, 2 làn xe thô sơ, vận tốc thiết kế 80 km/h. Quốc lộ 19B có thể xem là tuyến giao thông có ý nghĩa đặc biệt quan trọng khi kết nối trực tiếp từ khu kinh tế Nhơn Hội đến sân bay Phù Cát. Định hướng đến năm 2030, kéo dài tuyến đến đường Trường Sơn Đông (thị trấn Kbang, huyện Kbang).